# Hagsjön (Bondstorps socken, Småland)
Hagsjön är en sjö i Jönköpings kommun och Vaggeryds kommun i Småland och ingår i Nissans huvudavrinningsområde. Sjön är 1,9 meter djup, har en yta på 0,119 kvadratkilometer och är belägen 271 meter över havet. Sjön avvattnas av vattendraget Svanån.

## Delavrinningsområde
Hagsjön ingår i det delavrinningsområde (638737-137705) som SMHI kallar för Förgrening. Avrinningsområdets medelhöjd är 242 meter över havet och ytan är 64,59 kvadratkilometer. Det finns inga delavrinningsområden uppströms utan avrinningsområdet är högsta punkten. Svanån som avvattnar avrinningsområdet har biflödesordning 3, vilket innebär att vattnet flödar genom totalt 3 vattendrag innan det når havet efter 162 kilometer. Delavrinningsområdet består mestadels av skog (75 procent) och sankmarker (12 procent). Avrinningsområdet har 1,06 kvadratkilometer vattenytor vilket ger det en sjöprocent på 1,6 procent.